# Nguyễn Quốc Y
Nguyễn Quốc Y hay còn gọi là Thầy Y (sinh năm 1966) là đầu bếp, phó chủ tịch Hội đầu bếp Việt Nam, trưởng ban đào tạo ẩm thực Hiệp hội đào tạo du lịch Việt Nam. Tốt nghiệp thạc sĩ Học viện UBI (Bỉ), Ông là nhà lãnh đạo, nhà nghiên cứu và chuyên gia đào tạo ẩm thực tại Việt Nam. Nguyễn Quốc Y được mệnh danh là "phù thủy" nấu bún, phở và ông cũng là người sáng lập trường ẩm thực Netspace

## Sự nghiệp
Nguyễn Quốc Y sinh năm 1966. Tốt nghiệp thạc sĩ Học viện UBI (Bỉ), ông có hơn 15 năm kinh nghiệm công tác quản lý tại các công ty nước ngoài, tập đoàn lớn tại Việt Nam như: Perfetti, Saigon Water Park, siêu Thị Nguyễn Kim, Tập đoàn Masan… Bên cạnh đó, Nguyễn Quốc Y đã khởi nghiệp và kinh doanh thành công hơn 10 công ty, quán ăn, nhà hàng. Ngoài ra, ông cũng có hơn 15 năm kinh nghiệm giảng dạy về quản trị kinh doanh cho Học viện Kent, các chương trình giảng dạy kinh doanh và quản lý nhà hàng tại Netspace.
Từng nhiều năm làm quản lý, Nguyễn Quốc Y lại bén duyên với ngành ẩm thực một cách tình cờ. Qua hơn 10 năm làm việc trong ngành ẩm thực, ông đã đóng góp rất nhiều công sức trong sự nghiệp giáo dục nghề, đặc biệt là trong ngành Ẩm thực.
Ngày 2 tháng 4 năm 2010, ông thành lập trường ẩm thực Netspace, đào tạo nghề bếp, nghề làm bánh, nghề pha chế, bí quyết ẩm thực và dạy quản lý để mở quán ăn, nhà hàng.

## Vinh danh
Đầu bếp tiêu biểu năm 2018 - do Hiệp hội Du lịch Việt Nam (VITA) vinh danh.